# トコ
トコ（1959年3月7日 - ）は、福岡県北九州市若松出身のローカルタレント、コラムニスト。女性。本名：松居知子（旧姓：吉田）。「株式会社トコトコ倶楽部」代表取締役。次男は映画監督・俳優の松居大悟。

## 人物
福岡県若松市（現・北九州市若松区）生まれ。福岡教育大学教育学部附属小倉小学校、福岡教育大学教育学部附属小倉中学校、福岡県立小倉高等学校、慶應義塾大学法学部政治学科卒業。
見合い結婚をして専業主婦生活を送り、2人の息子も生まれる。福岡・博多のB級ルール（ローカルルール）をまとめた著書『スーパーごりょんさんの博多ちゃっちゃくちゃら』を「松居トコ」名で1998年に出版しベストセラーとなる。16年間の結婚生活を経て離婚。コラムニストに転身しテレビにも出演する。テレビでは等身大の意見を語る女性として歯切れよい辛口トークをこなす。テレビ出演を契機に「トコ」と名乗る。2003年には朝日新聞（西部本社版）紙上で毎週連載の『トコの言わせてー紙上バトル』を『わたし主義でいく!』として出版。のちに韓国でも翻訳出版される。
地域情報ワイド番組「アサデス。」では毎週水曜日のコメンテーターとして出演。2015年10月放送開始の「土曜もアサデス。」にもレギュラー出演。めんたいワイドでも毎週金曜日のコメンテーターとして出演。また博多座公式ホームページをはじめ雑誌や新聞などに連載を持ち、講演も行っている。
赤やオレンジ、青などのカラフルなメガネが特徴。自他ともに認める美容好きで、福岡の美容ガイド本『福岡発!トコの美容日記』を2005年に出版した。

## 連載
- 朝日新聞（水曜朝刊・山口九州西部版）『トコのわがまま放送局』
- 月刊はかた『トコトコ通信リターンズ』
- SQUARE『トコの右往左往』
- 日経パソコン オンライン『新米モバイラーの明日はどっちだ？』
- ecomom『美容コラムニストトコのキレイを暮らす』
- まぐまぐ『トコマグ』

## 著書
- 『スーパーごりょんさんの博多ちゃっちゃくちゃら』葦書房　1998年　ISBN 978-4751207093
- 『博多弁川柳』葉文館出版　1999年　ISBN 978-4897160818　（博多の歳時記風コラムを執筆）
- 『わたし主義でいく！』講談社　2003年　ISBN 978-4062117425
- 『福岡発！トコの美容日記』「月刊はかた」編集室　2005年
- 『ぶっちゃけ風水デイズ』[梓書院]　2008年　ISBN　978-4-870353299

## レギュラー番組
- サプリのミカタ（DHCテレビジョン）
- アサデス。（KBCテレビ）※水曜コメンテーター（以前は木曜担当）
- めんたいワイド（福岡放送）
- 土曜もアサデス。（KBCテレビ）
- ガブリナ（KBCラジオ、月・火曜日担当）